# NGC 2699
NGC 2699 في الفهرس العام الجديد، هي مجرة، تقع في كوكبة الشجاع. اكتشفت في 4 يناير 1862 بواسطة هاينريش لويس دريست.

## روابط خارجية
- NGC 2699 على موقع ويكي سكاي: DSS2, SDSS, GALEX, IRAS, Hydrogen α, X-Ray, Astrophoto, Sky Map, Articles and images